# Sesamia bombiformis
Sesamia bombiformis là một loài bướm đêm trong họ Noctuidae.